# Eubea (Sicilia)
Eubea (en griego, Εὔβοια) es el nombre de una antigua colonia griega de Sicilia.
Heródoto relata que después del año 483 a. C., cuando Gelón se hizo con el poder en Siracusa, expulsó a los megareos y a los eubeos de sus ciudades, que fueron conducidos a Siracusa. A los ricos les concedió la ciudadanía y a los del pueblo llano los vendió como esclavos para que se fueran de Sicilia.
Estrabón, al hablar de diversos lugares con el nombre de Eubea menciona la ciudad siciliana y señala que cuando sus habitantes fueron expulsados por Gelón, la ciudad se convirtió en fortaleza de Siracusa. En otro pasaje, Estrabón dice que Eubea fue fundada por colonos de Leontinos (ciudad que había sido fundada por colonos de Calcis de la isla de Eubea).
Se desconoce su localización exacta, aunque se cree que estuvo situado en algún lugar próximo a Leontinos. Se ha sugerido el monte de San Mauro, próximo a Caltagirone y también la localidad de Licodia Eubea como posibles emplazamientos de la antigua ciudad.